# Nemausa

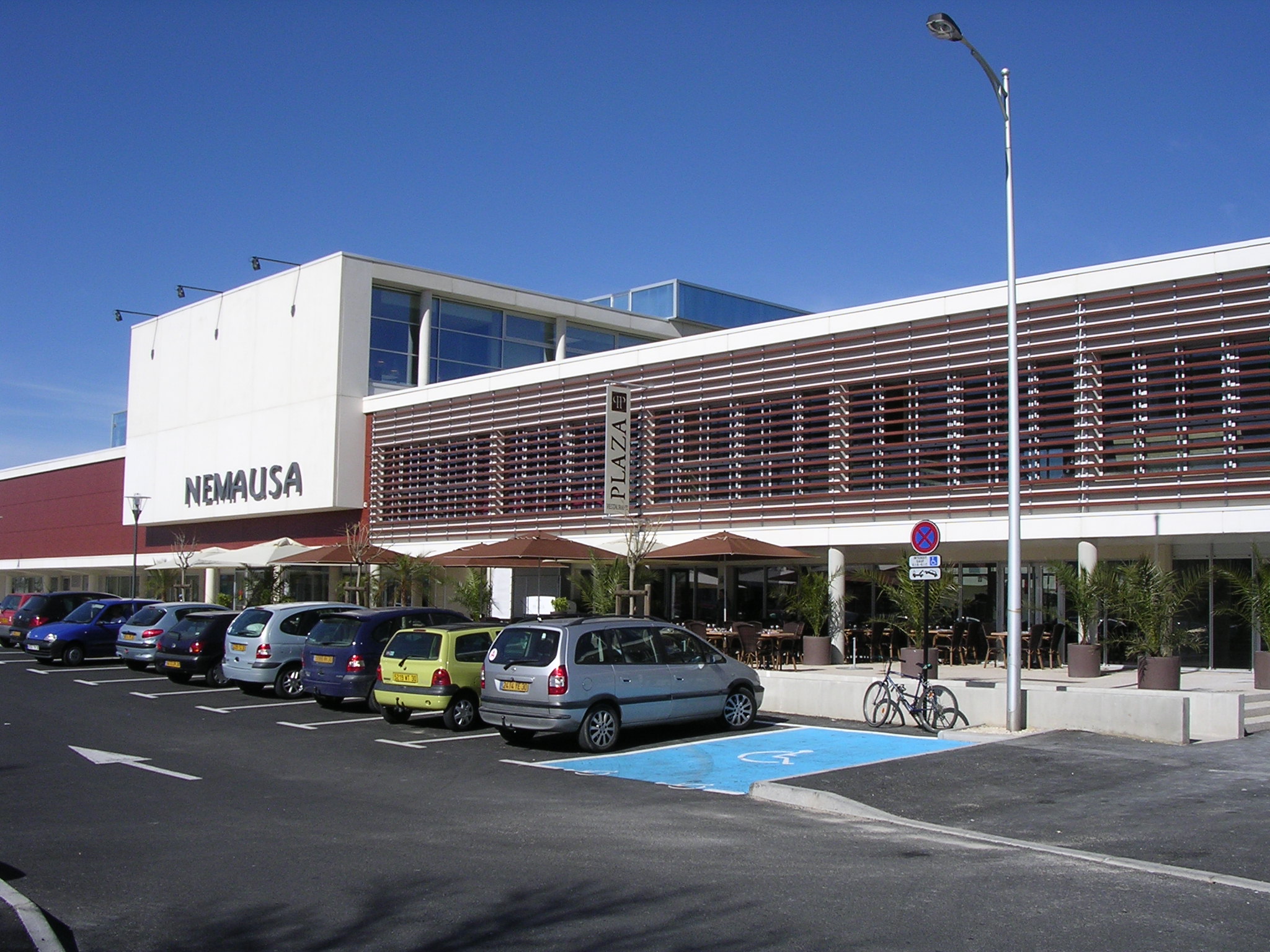
Nemausa

Nemausa est un stade nautique de la ville de Nîmes et du département du Gard, construit à l'initiative de la communauté d'agglomération Nîmes Métropole.
Comprenant un bassin olympique, un bassin d’échauffement, une fosse de plongée et des espaces ludiques, cet équipement sportif est de première importance quant à la pratique de compétitions ouvertes au niveau régional, national et international.

## Situation
Nemausa se situe en périphérie sud de la ville de Nîmes, dans le quartier des Costières. Il se trouve à proximité du stade des Costières et du parc des expositions. Il est accessible par la ligne de bus I (arrêt Costières) et la ligne de trambus T1 (arrêt Nemausa) du réseau de transports en commun TANGO.

## Équipements de Natation
La piscine Nemausa est équipée de beaucoup de matériel  de natation comme des planches des brassard... pour ceux qui ne savent pas Nager 